# Paul Kummer

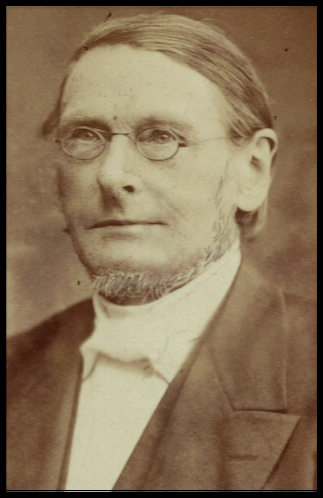
Paul Kummer

Paul Kummer (* 22. August 1834 in Zerbst, Fürstentum Anhalt-Dessau; † 7. Juli 1912 in Hannoversch Münden) war ein deutscher evangelischer Geistlicher, Lehrer und Wissenschaftler, der vor allem aufgrund seiner Beiträge zur mykologischen Nomenklatur Bekanntheit erlangt hat.

## Leben
Kummer arbeitete von 1857 bis 1863 als Privatlehrer, anschließend als Kurat in Zerbst. Von 1877 bis zu seinem Ruhestand war er Pastor in Hannoversch Münden.
Frühere taxonomische Klassifikationen der Hutpilze durch den Taxonom Elias Magnus Fries bestimmten nur wenige Gattungen, wobei die meisten Spezies den Blätterpilzen zugeordnet wurden. Diese wenigen Arten wurden in eine große Zahl von „Stämmen“ unterteilt. In seinem 1871 erschienenen Buch Der Führer in die Pilzkunde stellte Kummer die Mehrzahl der „Stämme“ von Fries in den Status einer Gattung und etablierte viele der bis heute verwendeten Namen. 
Sein botanisch-mykologisches Autorenkürzel lautet „P.Kumm.“.

## Werke
- Der Führer in die Pilzkunde: Anleitung zum methodischen, leichten und sicheren Bestimmen der in Deutschland vorkommenden Pilze: mit Ausnahme der Schimmel- und allzu winzigen Schleim- und Kern-Pilzchen; mit 80 lithographischen Abbildungen. Zerbst: E. Luppe, 1871 doi:10.5962/bhl.title.50494, 2. Auflage 1882, Band 2, die Mikroskopischen Pilze 1884
- Der Führer in die Lebermoose und die Gefäßkryptogamen: (Schachtelhalme, Bärlappe, Farren, Wurzelfrüchtler). Berlin, J. Springer 1875
- Der Führer in die Mooskunde: Anleitung zum leichten und sicheren Bestimmen der deutschen Moose. Berlin, J. Springer 1891
- Kryptogamische Charakterbilder. Carl Rümpler, Hannover 1878 doi:10.5962/bhl.title.5413.[1]
- Deutsche Blumenwelt in Charakterbildern. Carl Rümpler, Hannover 1879 doi:10.5962/bhl.title.12175
- Die Moosflora der Umgegend von Hann. Münden. In: Bot. Centralblatt 1889, 40: 65-72, 101-106; Kassel.